# Frank Armi
Frank Armi, ameriški dirkač Formule 1, * 12. oktober 1918, Portland, Oregon, ZDA, † 28. november 1992, Hanford, Kalifornija, ZDA.

## Življenjepis
Armi je pokojni ameriški dirkač, ki je leta 1954 sodeloval na ameriški dirki Indianapolis 500, ki je med letoma 1950 in 1960 štela tudi za prvenstvo Formule 1, in dosegel devetnajsto mesto. Umrl je leta 1992.